# HMHS Britannic
HMHS Britannic (His Mayestic's Hospital Ship Britannic) je bil britanski potniški prekooceanski parnik ter tretja od treh ladij iz razreda Olympic britanske družbe White Star Line. Bil je častnik flote tako RMS Olympic kot RMS Titanic.
Britannic je bil splovljen pet mesecev pred začetkom prve svetovne vojne. Ladja je bila načrtovana za najvarnejšo od treh ladij iz razreda, s spremembami zasnove, pridobljenih pri potopu Titanica. Ladja je bila zgrajena v ladjedelnici Harland & Wolff v Belfastu, nekaj mesecev pozneje pa je bila preurejena v bolniško ladjo. Med letom 1915 in 1916 je služila za bolniško ladjo ter plula med Združenim Kraljestvom in Dardanelami. Zjutraj 21. novembra 1916 je ladja v Egejskem morju v bližini grškega otoka Kea zadela morsko mino in 55 minut pozneje potonila. V nesreči je umrlo 30 ljudi, preživelo pa jih je 1.035.
Preživele potnike so pobrale bližne ladje, nekaj se jih je rešilo na bližno obalo. Britannic je bil največji potniški čezoceanski parnik, izgubljen v prvi svetovni vojni. White Star Line je za nadomestilo dobila nemško ladjo SS Bismarck, kot del nemške vojne odškodnine; kasneje so jo poimenovali RMS Majestic.
Razbitina ladje Britannic je bila odkrita leta 1975. Odkril jo je francoski raziskovalec Jacques-Yves Cousteau. Ladijska razbitina ladje Britannic je največja potniška ladijska razbitina na morskem dnu.

## Ozadje
Leta 1907 sta si predsednik družbe White Star Line, J. Bruce Ismay in ameriški finančnik J. P. Morgan, ki je nadziral družbo White Star Line, zamislila tri nove velike ladje s katerimi je podjetje nameravalo premagati svoje tekmece, med njimi nemška Hamburg America in Norddeuscher Lyold in njihov glavni tekmec Cunard Line, ki je takrat zgradil RMS Lusitanio in RMS Mauretanio - najhitrejši ladji na svetu v tistem času - . Ismay se je potegoval predvsem za velikost in razkošje, ne pa za hitrost, zato je leta 1907 svojemu podjetju predlagal zgraditi nov razred treh velikih ladij. Poleg tega je družba White Star Line z prihodom novih ladij nameravala nadomestiti svoje prejšnje starejše ladje: SS Teutonic iz leta 1889 in RMS Majestic iz leta 1890.
29. julija 1908 so se na sestanku v Londonu dobili Bruce Ismay, predsednik ladjedelnice Harland & Wolff, William Pirrie in nekaj predstavnikov ladjedelnice in družbe White Star Line kjer so bile predstavljene risbe treh ladij. Ismay je projekt odobril ter dva dni pozneje podpisal tri pisma o soglasju s katerim je odobril začetek gradnje ladij. Imena ladji so bila izbrana pozneje: Olympic, Titanic in Britannic. Gradnjo ladij sta nadzirala pomorska arhitekta Thomas Andrews in Alexander Carlisle. 

## Tehnični podatki
Britannic je bil po potopitvi Titanica načrtovan, kot največja in najbolj luksuzna ladja na svetu. S svojo tonažo 48.158 BRT je presegel svoji sestrski ladji glede na velikost (obseg), vendar to še ni pomenilo, da je bila največja potniška ladja  v tistem času, kajti nemška ladja SS Vaterland je imela nekoliko višjo tontažo. Po končanih delih je imel parnik prostornino 47.330 brutoregistrskih ton (BRT) in izpodriv je več, kot 53.000 ton. Dolžina ladje je znašala 269 m, širina 28 m in višina 53,3 m. Parnik je imel deset palub imenovanih paluba čolnov (najvišje ležeča): Paluba A, paluba B,... in paluba G. Poganjala sta ga dva tristopenska in štiristopensko parna stroja (levi in desni trikraki vijak) in nizkotlačna parna turbina, ki je lahko obratovala le v smeri  vožnje naprej (srednji štirikraki vijak). Skupna moč glavnih strojev je znašala 46.000 konjskih moči (HP). Oba parna stroja sta prispevala 30.000 konjskih moči parna turbina pa 16.000 konjskih moči. Paro za pogon glavnih pomožnih strojev ter ostalih porabnikov je proizvajalo 29 kotlov. Med križarjenjem je ladja dosegla hitrost 23 vozlov, njena maksimalna hitrost pa je bila 24 vozlov. Na parnik se je lahko vkrcalo 2.443 potnikov in 882 članov posadke, v primeru nesreče je bilo na voljo 55 reševalnih čolnov za 3,600 ljudi. Parnik je imel tri dimnike, četrti zadnji je služil le za ogrevanje in prezračevanje (zračnik).  

### Posledice po potopu Titanica
Po potopu Titanica je bilo na preostalih dveh ladjah razreda Olympic izvedenih več sprememb, da bi izboljšali varnost. Pri Britannicu so bile te spremembe izvedene pred splovitvijo. Spremembe so vključevale namestitev dodatne pregrade na trupu v kotlovnici in strojnici. Izboljšali so črpalke. Izboljšali so tudi neprepustne predelke, kar je ladji zagotovilo, da je lahko prenesla poplavitev šestih predelkov. Število reševalnih čolnov se je iz 20 povečalo na 55. Najbolj zunanja vidna sprememba je bila namestitev velikih dvigal podobnim žerjavom, ki so imela nameščena šest reševalnih čolnov; prvotno je bilo načrtovano namestiti osem dvigal, vendar so pred vstopom v vojaško službo namestili pet, pri čemer so razliko predstavljali čolni, ki so jih ročno spuščali na Titanicu in Olympicu. Dodatni reševalni čolni so bili nameščeni tudi na strehah palube čolnov. Posadka je lahko čolne dosegla z obeh strani pod pogojem, da nobeden dimnik ni oviral poti. Ta sprememba je lahko omogočila spuščanje čolnov če bi ladja naredila nagib, ki je lahko preprečeval spuščanje čolnov s strani.

### Govorice o zamenjavi imena
Čeprav sta družba White Star Line in ladjedelnica Harland & Wolff vedno zanikali, nekateri viri trdijo, da naj bi ladja dobila ime "Gigantic". En vir je bil plakat ladje kot potniška ladja z imenom Gigantic na vrhu plakata. Drugi viri so ameriški časopisi iz novembra 1911 v katerih je navedeno, da je družba White Star Line začela z gradnjo ladje Gigantic. Po besedah Simona Millsa, v knjigi, ki jo je naročila ladjedelnica Harland & Wolff, prikazuje načrte o ladji imenovani Britannic, narejene oktobra 1911. Knjigo zdaj hrani Javni urad za evidence Severne Irske (PRONI Ref: D2805 / SHIP / 1).
Tom McCluskie je povedal, da kot direktor arhiva in zgodovinar ladjdelnice Harland & Wolff, nikoli ni videl nobene uradne navedbe, da bi bilo ime Gigantic uporabljeno ali predlagano za tretjo ladjo razreda Olympic. Nekaj ročno napisanih sprememb je bilo dodanih v knjigo načrtov in natiskanih januarja 1912. Te so se nanašale le na oblikovano širino ladje, ne pa tudi na njeno ime. Obstaja vsaj en sklop dokumentacije v katerem Hingley razpravlja o naročilu za ladijska sidra; ta dokumentacija navaja, da je ime ladje Gigantic.

## Lastnosti kot linijska potniška ladja
Načrt ladje Britannic je pokazal, da bi bila ladja bolj razkošna od svojih sestrskih ladij, in da bi lahko premagala druge tekmece, kot so SS Imperator, SS Vaterland in RMS Aquitania. Na voljo je bilo dovolj kabin za potnike, razdeljene v treh razredih. Družba White Star Line je pričakovala znatne spremembe v svoji veliki ponudbi. Tako je bila kakovost tretjega razreda (namenjena predvsem migrantom) nižja v primerjavi s sestrskimi ladjami pri kakovost drugega razreda pa se je povečala. Poleg tega se je število načrtovane zmogljivosti posadke povečalo na 950 pri Britannicu.
Izboljšana je bila tudi kakovost prvega razreda npr. otroci so se začeli pojavljati kot resen del, ki jih je bilo treba zadovoljiti, zato je bila na glavni palubi zgrajena igralna soba za njih. Podobno kot njene dve sestrski ladji so tudi k prvorazrednim ugodnostim spadale Veliko stopnišče, vendar so bile udobnosti na Britannicu bolj razkošne, z obdelanimi opornicami, okrasnimi ploščami in cevnimi orglami. Ladijska paluba A je bila v celoti namenjena protnikom prvega razreda, opremljena je bila z salonom, dvema kavarnama na verandi, kadilnico in sobo za pisanje in branje. Paluba B je vsebovala frizerski salon. Najpomembnejši dodatek je bil posamezne kopalnice v skoraj vsaki kabini prvega razreda (na Olympicu in Titanicu je večina potnikov morala uporabljati javne kopalnice), ki je bila s tem tudi prva oceanska ladja, ki je imela zasebne kopalnice v vsaki kabini.
Ti objekti in dodatki so bili nameščeni, vendar so bili kmalu odstranjeni ker so ladjo preuredili v bolniško ladjo in niso bili nikoli nazaj nameščeni ker je ladja potonila še preden je lahko začela opravljati čezatlantsko službo, zato so bile načrtovane zmogljivosti bodisi preklicane, uničene, ponovno uporabljene na drugih ladjah (na primer na Olympicu) ali preprosto nikoli uporabljene. Od teh dodatkov in objektov so na Britannicu ostale nameščene samo veliko stopnišče prvega razreda in otroška igralnica (v primeru če bi na ladjo sprejeli kakšnega otroka). Na velikem stopnišču je bilo ob preureditvi v bolniško ladjo narejenih veliko sprememb, te so vključevale belo pobarvane stene pod stekleno kupolo, odstranjeno veliko sliko nad stopniščem in odstranjene angele na ograji.

### Welte Pipe
Na Britannicu je bilo načrtovano namestiti v prvem razredu velike luksuzne orgle Welte Pipe nad stopniščem prvega razreda, vendar zaradi začetka vojne ni komplet nikoli prispel v Belfast.
Aprila 2007 so restavratorji orgel Welte, ki so zdaj v muzeju für Musikautomaten [de] v Seewenu v Švici, odkrili, da so glavne dele instrumenta nemški graditelji orgel podpisali z "Britanik". Fotografija risbe v prospektu podjetja, ki je bila najdena v zapuščini Welte v muzeju Augustiner v Freiburgu, je dokazala, da je to organ, ki pripada Britannicu.

## Gradnja ladje
Gradnja ladje se je začela 30. novembra 1911 v ladjedelnici Harland & Wolff v Belfastu. Ker je gradnja ladje je potekala na istem mestu kjer so 13 mesecev prej zgradili njeno sestrsko ladjo Olympic, je s tem ladjedelnica Harland & Wolff prihranila čas in denar, saj ni potrebovala znova povečati ladjedelnice na suhem, ladjedelniško opremo in ostala orodja pa je imela že vse pripravljene. Gradnja ladje se je začela in potekala z dobrim tempom, vendar je bila spomladi 1912 začasno ustavljena, ko je potonil Titanic in je bilo potrebno izboljšati varnostne ukrepe in druge lastnosti. Ker ladja takrat še ni bila splovljena, so že ob gradnji trupa znotraj vgradili dodatne pregrade in dodatno prevleko, speljano po celotni dolžini ladje.
Britannic je bil splovljen 26. februarja 1914 ob 11:15, več kot en mesec pozneje zaradi težav, ki so nastale kot posledice pri potopu Titanica. Splovitev si je ogledalo veliko ljudi in je tudi navdušila novinarje zato je bila v čast splovitve organizirana večerja. Ladjo med splovitvijo v skladu s tradicijo družbe White star Line, niso krstili. Po splovitvi so ladjo privlekli do privezov kjer so do poletja 1914 na ladjo namestili preostalo nadgradnjo, jamborje in dimnike. V naslednjem letu so v ladjo vgradili vso potrebno strojno in električno opremo ter opremo primerno za bivanje posadke in potnikov. Septembra 1914 je ladja vstopila še v suhi dok, kjer so na ladjo namestili       propelerje in pobarvali ladijski trup.
Ker je bil Britannic tudi enak njunim dvem starejšim sestrskim ladjam, je bilo izvedenih nekaj sprememb, da bi ladje razlikovali. Najvidnejša sprememba (ki je bila narejena po potopu Titanica) je bila ta, da je imela ladja na palubi čolnov nameščena dodatna velika dvigala z dodatnimi čolni. Okna na palubi A so bila ločena le do polovice, nato pa združena skupaj kjer se je začela sprehajalna pot medtem, ko je bila celotna paluba A na Olympicu preurejena v sprehajalno pot. Na Britannicu je bila paluba B preurejena v dodatne kabine tako kot na Titanicu, načrtovani sta bili tudi restavracija A La Carte in kavarna Parisien. Na ladijskem mostu na Britannicu je bila nameščena še dodatna opazovalnica, ki je imela rezervni telegraf.
Sprva je bilo načrtovano, da bi ladja na svojo krstno plovbo odplula v začetku oktobra 1914, vendar je bilo 2. julija sporočeno, da bo Britannic na svojo krstno plovbo pripravljen šele pozno spomladi 1915. A predtem se je 28. julija 1914 še začela prva svetovna vojna, kar je opremljanje dodatno upočasnilo. Admiraliteta je začela vse civilne potniške ladje vključno z Britannicom in Olympicom, uporabljati za vojaške in bolniške ladje, čeprav se je vedelo, da bo med vojno izgubljenih veliko ladij. RMS Olympic se je v Belfast vrnil 3. novembra 1914 medtem, ko se je opremljanje na Britannicu počasi nadaljevalo.

### Preurejanje v bolniško ladjo
Po končanem opremljanju v potniško ladjo je Britannic 20. maja 1915 opravil vsa svoja testiranja na morju in dvanajsturno plovbo po irskem morju ter bil pripravljen začeti opravljati čezatlantsko službo. Vendar je Admiraliteta družbi White Star Line sporočila, da bo ladjo treba najverjetneje uporabiti za bolniško ali vojaško ladjo, zato je ukazala naj ladjo začasno pustijo v Belfastu za prihajajoče načrte. Potem, ko je število žrtev v Dardanelah naraščalo je Admiraliteta naročila dodatne bolniške ladje za prevoz ranjenih vojakov. Prvi, ki sta odšli kot bolniški ladji v Dardanelle, sta bili Cunardovi RMS Mauretania in RMS Aquitania, vendar je bilo potrebno nabaviti dodatne bolniške ladje. 13. novembra 1915 je Admiraliteta uradno zahtevala, da se Britannic preuredi v bolniško ladjo. Do decembra 1915 je bil Britannic v Belfastu preurejen v bolniško ladjo. Z belim pobarvanim trupom, rumenooranžnimi dimniki, dolgo vodoravno zeleno črto in velikimi rdečimi križi so ladjo poimenovali His Mayestic's Hospital Ship Britannic. V notranjosti je bilo nameščenih 3.309 postelj in več operacijskih sob. Skupni prostori zgornjih palub so bili spremenjeni v prostore za ranjence. Kabine na palubi B so bile namenjene zdravnicam. Restavracija a La Carte in kavarna Parisien na palubi B sta bili spremenjeni v velike operacijske sobe, prvovrstna sprejemna soba na palubi D pa je bila spremenjena v veliko operacijsko sobo. En dan po končanem opremljanju in dva dni potem, ko je Admiraliteta obvestila nemce o statusu ladje, je Britannic 8. decembra opravil še dodatna testiranja na morju. 12. decembra je bila na ladjo nameščena še medicinska oprema in ta dan je bila ladja tudi krščena in uradno priznana za bolniško ladjo. Dve uri po krstu je Britannic pod poveljstvom kapitana Josepha Ransona izplul iz Belfasta in odplul v Liverpool kamor je prispel naslednjega dne zjutraj. Tam je ladjo pričakal vlačilec in jo odvlekel na njen domači pomol, kjer je ladja počakala na vkrcanje zalog, posadke in se pripravila na svojo prvo plovbo.

## Kariera
Britannicu je bila po testiranju dodeljena medicinska ekipa, ki jo je sestavljalo 101 medicinskih sester, 336 podčastnikov in 55 članov posadke. Posadka se je na ladjo vkrcala že v Belfastu, zdravnice in medicinske sestre so se pa vkrcale v Liverpoolu. Parniku je poveljeval kapitan Charles A. Bartlett. Čeprav je trgovska mornarica poskušala za kapitana ladje izbrati Herberta Haddocka, ki je pred vojno poveljeval na Olympicu, sta Admiraliteta in družba White Star Line za kapitana ladje izbrala Charlesa Bartletta. Glavni inženir je bil Robert Fleming in glavni ladijski kirurg John C. H. Beaumont. Oba sta predtem pravtako služila na Olympicu. 23. decembra 1915 se je Britannic odpravil na svojo krstno plovbo iz Liverpoola v Moudros na otoku Lemnos v Egejskem morju kjer je pobral bolne in ranjene vojake. 23. decembra je ob 12:00 ladja izplula iz Liverpoola, 26. decembra ponoči pa je prečkala Gibraltarsko ožino in iz Atlantika zaplula v Sredozemsko morje. 28. decembra se je ladja ustavila še v Neapelju, kjer je dobila dodaten premog in pitno vodo za ranjence. Čez dva dni je prečkala Mesinsko ožino, 31. decembra 1915 pa je po 7 dneh plovbe Britannic priplul na otok Lemnos. V Mudrosu se je ladji pridružila še njena sestrska ladja Olympic in ladji Mauretania in Aquitania, štirim ladjam pa se je za silvestrovo pozneje v Moudrosu pridružila še SS Justicia. Od štirih ladij je bil tedaj Britannic največja ladja na svetu. 
V pristanišču so se ranjenci na ladjo vkrcali s pomočjo drugih manjših bolniških ladij. 3. januarja 1916 je Britannic po končanem vkrcanju izplul iz Moudrosa ter se odpravil proti Angliji. Med plovbo je z ladje 5. januarja zgodaj zjutraj v morje skočil mlad mornar Samuel L. Jones. Zaradi vojaških predpisov o nevarnosti U-podmornic se ladja ni mogla ustaviti in ga poiskati, predivedalo pa se je, da je mrtev. Britannic je v Southampton priplul 9. januarja in s tem uspešno opravil svoje prvo potovanje čez Sredozemsko morje. Po vsakem prihodu v Southampton so bili ranjenci z vlakom odpeljani v Londonsko vojaško bolnišnico. 
20. januarja 1916 je ladja odplula na svojo drugo plovbo, tokrat prvič iz Southamptona, in pet dni pozneje prispela v Neapelj, kjer je kapitan Bartlett dobil obvestilo iz Kaira, da naj ostanejo v pristanišču zaradi evakuacije poškodovanih vojakov iz Dardanel. Pozneje so se v pristanišču na ladjo vkrcali ranjenci in bolniki, ki so jih iz Dardanell pripeljale druge manjše bolniške ladje. Po desetih dneh v Neapelju je Britannic odplul nazaj v Anglijo kamor je priplul 9. februarja. Ko se je ladja vrnila v Združeno Kraljestvo, je štiri tedne preživela, kot plavajoča bolnišnica pred otokom Wight.
Na tretjo plovbo je ladja odplula 20. marca 1916 ponovno je izplula iz Southamptona. Italija je zaradi evakuacije bolnih in ranjenih vojakov iz Dardanell omogočila, da se britanske bolniške ladje začasno ustavijo v pristanišču Augusta na otoku Sicilija kjer lahko prevzamejo ranjence, zato je kapitanu Bartlettu poslala telegram, da naj se po postanku v Neapelju odpravijo na Sicilijo. Britannic je tako po postanku v Neapelju odplul v Augusto, kjer je prevzel ranjence iz drugih bolniških ladij, ki so jih pripeljale iz Dardanell. Po dokončanem vkrcanju se je ladja odpravila nazaj v Anglijo kamor je priplula 4. aprila. Po vrnitvi iz tretjega potovanja, se je Britannic odpravil v Cowes kjer je bil dva meseca zasidran in čakal na nadaljnja navodila. Ko je bilo vojaške službe konec, je Britannic 6. junija 1916 odplul v Belfast, kjer so ladjo nameravali preurediti nazaj v potniško ladjo. Britanska vlada je družbi White Star Line plačala 75.000 funtov, da bi jo preuredili v potniško ladjo. Preurejanje v potniško ladjo je potekalo po načrtih vse do začetka avgusta 1916, ko je število žrtev v Dardanellah znova začelo naraščati. Admiraliteta je zaprosila, da Britannic znova postane bolniška ladja za prevoz ranjencev. Preurejanje v potniško ladjo je bilo tako prekinjeno, ladjo pa so znova preuredili v bolniško ladjo in jo pustili opravljati vojaško službo. 
Admiraliteta je tako ladjo nazaj povrnila za bolniško ladjo in sporočila, da je znova dovoljena plovba v Moudros. 26. avgusta 1916 se je Britannic vrnil v vojaško službo, 24. septembra pa je odplul na svojo četrto plovbo v Sredozemsko morje, iz Cowesa na otok Lemnos, ponovno pod poveljstvom kapitana Bartletta. 29. septembra na poti v Neapelj je ladja naletela na hudo nevihto z vzhoda, ki se je pojavila nepričakovano. Po vrnitvi iz Moudrosa 11. oktobra, je Admiraliteta pod ukazom RAMC-ja dovolila, da Britannic prevaža še dodatne medicinske zaloge in osebja. 20. oktobra je tako ladja izplula iz Southamptona na svojo peto plovbo v Sredozemsko morje, z 483 dodatnimi medicinskimi uslužbenci na krovu in številnimi tonami dodatnih medicinskih pripomočkov za Egipt, Malto, Saloniko, Indijo in Mezopotamijo. Nekaj medicinske opreme je ladja dobila še med postankom v Neapelju. Nato je preplula še peto plovbo, ki jo je zaznamovalo potem, ko je ladja prispela v Moudros se je okužilo nekaj častnikov zaradi bolezni, ki se je prenašala s hrano.
Zaradi bolezni in okužbe je življenje na ladji ob vrnitvi v Anglijo sledilo drugače: ob 6:00 so se bolniki prebudili in pospravili sobe. Zajtrk je bil postrežen ob 6:30, nato pa je kapitan opravil pregled na ladji. Kosilo je bilo postreženo ob 12:30, malica pa ob 16:30. Bolnike so zdravili med obroki in tisti, ki so želeli na sprehod so to lahko storili. Ob 20:30 so bolniki odšli v posteljo in kapitan je opravil še en pregled. Na voljo so bili medicinski tečaji za usposabljenje medicinskih sester. 6. novembra se je Britannic vrnil v Združeno Kraljestvo, z več kot 3.000 ranjenci na krovu.

### Zadnja plovba
Po petih uspešno končanih plovbah, ko je prevažala lažje bolnike in ranjence pa tudi kakšnega potnika, je Britannic ostal zasidran v Southamptonu manj kot en teden. Medtem, ko je bila Aquitania še vedno na popravilih, so medicinski uradi v Moudrusu hitro zahtevali, da se iz Anglije pošlje še eno večjo bolniško ladjo, za prevoz večje skupine ranjenih vojakov.
Britannic se je nato odpravil na svojo šesto plovbo v Sredozemsko morje proti otoku Lemmnos. 12. novembra 1916 je ladja ob 14:23 izplula iz Southamptona. Na ladji je bilo 1.065 ljudi, od tega 673 članov posadke, 315 članov zdravniškega korpusa kraljeve vojske (RAMC) in 77 medicinskih sester. 15. novembra je Britannic okrog polnoči prečkal Gibraltarsko ožino in iz Atlantika zaplul v Sredozemsko morje. 17. novembra je ladja ob 7:00 priplula v Neapelj. V Neaplju so kot običajno na ladjo naložili dodaten premog in dostavili dodatno pitno vodo za bolne vojake.
Nevihta je ladjo v pristanišču zadržala vse do nedelje popoldne 19. novembra, ko se je kapitan Bartlett odločil izkoristiti kratko izboljšanje vremena in nadeljevati pot. Ko je ladja ob 16:30 izplula iz pristanišča se je vreme kmalu znova poslabšalo, morje je postalo znova valovito in ladji se je znova približala nevihta. Naslednje jutro je nevihta ponehala in ladja je brez težav prečkala Mesinsko ožino. Naslednja dva dni je pot minila brez posebnosti. Rt. Matapan je ladja odplula 21. novembra ob 1:30. Malo pred 8:00 zjutraj je Britannic zaplul v kanal Kea med rtom Sonuniumom (najjužnejša točka v Atiki, prefektura, ki vključuje Atene) in otokom Kea ter s polno hitrostjo plul čez kanal in nadeljeval pot proti otoku Lemnos, kamor je nameraval prispeti istega dne pozno popoldne. Morje je bilo mirno in nebo jasno.

### Potopitev
Ob 8:12 (po ladijskem času) je močna eksplozija pretresla ladjo. Posadka ni vedela ali je bil to torpedo, ki bi ga izstrelila sovražna U-podmornica ali morska mina. Pozneje so ugotovili, da je bila to mina, kajti morske mine je v kanalu Kea postavila nemška podmornica U-73, 21. oktobra 1916 pod poveljstvom kapitana Gustava Sieba. Reakcija v jedilnici je bila takojšnja; zdravnice in medicinske sestre so takoj zapustila svoja delovna mesta in stekle k reševalnim čolnom. Kapitan Bartlett in glavni častnik Robert Hume sta bila takrat na ladijskem mostu in resnost situacije je bila kmalu očitna. Eksplozija je bila na desni strani trupa tik ob ladijskem mostu. Sila eksplozije je poškodovala nepreputno pregrado med prvim in drugim podpalubjem. Prvi štirje neprepustni predelki so se hitro napolnili z vodo, kurilni hodnik, ki je povezoval gasilske črpalke v loku s kotlovnico šest je bil močno poškodovan in voda je tako tekla v kotlovnico, kjer je eksplozija ubila enega kurjača.
Kapitan je ukazal zapreti neprepustna vrata, poslati signal za pomoč in posadki naročil naj pripravijo reševalne čolne. SOS signal je bil nemudoma poslan in sprejet s strani drugih ladij na tem območju. Najbljižji sta bili HMS Scourge in HMS Heroic, vendar Britannic ni slišal dobro odgovora, ker je sila eksplozije povzročila, da so se žične antene med ladijskimi jamborji strgale in padle. To je pomenilo,da je ladja še vedno lahko pošiljala sprorčila po radiju, vendar odgovorov ni mogla prejemati.
Skupaj s poškodovanimi neprepustnimi vrati gasilskega hodnika se neprepustna vrata med kurilnimi prostori štiri in pet niso pravilno zaprla. Voda je tekla v kotlovnico pet. Britannic je dosegel svojo mejo poplavljanja. Bilo je poplavljenih pet neprepustnih pregrad, ki so se dvignile vse do palube B. Dodatni zaščitni ukrepi so bili sprejeti po potopu Titanica. Naslednja neprepustna pregrada med kotlovnicama pet in štiri je bila nepoškodovana in bi mogla rešiti ladjo. Na sprednjih spodnjih palub so bile odprte luknje, ki so se nekaj minut po eksploziji napolnile z vodo. Medicinske sestre so večino teh lukenj odpirale za prezračevanje. Ko se je ladijski nagib povečal se je voda začela prelivati in vstopati do pregrad med kotlovnico pet in štiri. Z več, kot šestimi poplavljenimi neprepustnimi predelki, Britannic ni mogel več ostati na površju.
Na mostu je kapitan Bartlett že razmišljal kako bi rešil ladjo, klub vse bolj slabemu stanju. Čez deset minut je bil Britannic v pribljižno istem stanju, kot Titanic eno uro po trku z ledeno goro. Petnajst minut po eksploziji sta bili odprti luknji palube E že pod vodo. Z vodo, ki je vdirala tudi v zadnjo stran ladje iz pregrade med kurilnimi prostori pet in štiri, se je Britannic za nekaj stopinj obrnil na desno stran, zaradi teže vode, ki je poplavila desno stran ladje. Ob obali grškega otoka Kea na desni strani je kapitan krmarju ukazal usmeriti ladjo proti otoku. Zaradi povečane teže ladje in poškodbe krmila je bilo težko upravljati z ladjo. Ker je bila krmilna naprava močno poškodovana in ker je desni propeler slabo deloval, si je kapitan pomagal z vitlom. Kapitan je ukazal ustaviti vse motorje ter jih vse ponovno zagnati, levi ladijski telegraf pa nastaviti višje od desnega, vitel pa je pomagal ladji obrnti smer proti otoku.
Hkrati je bilo bolnišnično osebje pripravljeno na evakuacijo. Kapitan je dal ukaz za pripravo reševalnih čolnov, vendar jim ni dovolil, da jih spustijo v vodo. Vsi potniki so z ladje vzeli najbolj dragocene stvari preden so jih evakuirali npr. ladijski kaplan je rešil sveto pismo. Zbranih je bilo veliko bolnikov in potnikov na ladji, kjer se je začela delati panika. Potem, ko je Major Harolond Priestley prejel novico, da sta se v podpalubju utopila še dva strojnika, je zbral svoje oddelke iz Kraljeve vojaške medicinske enote na zadnjem delu palube A in jim naročil pregledati kabine prvega in drugega razreda, da bi zagotovil, da nihče ne ostane not.
Medtem, ko je kapitan nadeljeval s svojim plutjem proti otoku, je potapljajoči parnik vedno bolj tonil. Nekateri člani posadke so se začeli bati, da bi nagib ladje postal prevelik za spuščanje čolnov, zato so se odločili, da začnejo spuščati prve reševalne čolne v vodo, ne, da bi čakali na ukaz. Kapitan se je nato odločil ustaviti ladjo in njene motorje. Preden je to lahko storil sta dva reševalna čolna že bila spuščena v vodo na levi strani ladje. Še vedno delujoči levi propeler, ki je na pol gledal iz vode, je vase vsrkal oba čolna in ju skupaj z njunimi potniki razkosal. Kapitan je nato končno uspel ustaviti ladjo in njene motorje preden bi propeler vase vsrkal še tretji reševalni čoln. Nato so dokončali vkrcavanje vseh potnikov v reševalne čolne.                                                                                                                                                                                                                            
Ob 8:45 je bil nagib ladje tako velik, da so bili vsi škripci čolnov zdaj neuporabni. Zadnji čoln je ladjo zapustil ob 8:46. Na tej točki je kapitan sklenil,da se je potapljanje ladje upočasnilo, zato je zaustavil evakuacijo in ukazal, da naj se motorji ponovno zaženejo v upanju, da bodo z ladjo lahko pripluli do otoka. Ob 8:55 je na ladji zmanjkalo elektrike. Ob 9:00 je bil kapitan obveščen, da se je poplava povečala zaradi gibanja ladje in da je voda dosegla palubo D. Zavedajoč se, da ladja tone prehitro in da ne bodo mogli pravočasno pripluti do otoka, je kapitan ustavil ladjo in njene motorje, zažvižgal na piščalko in preostalim častnikom, ki so ostali na ladji ukazal, da naj vsi takoj zapustijo ladjo. Piščal na katero je kapitan potrobil, pa je poslala tudi zadnji signal za glavnega inženirja Roberta Fleminga in njegovo inženirsko ekipo strojnikov, ki so ostali v strojnici, kajti tako kot na Titanicu, so tudi na Britannicu strojniki ostali na svojih mestih do zadnjega možnega trenutka. Ko je voda dosegla ladijski most, sta kapitan Bartlett in pomočnik Harry William Dyke odšla iz krova ter skočila v vodo, plavala sta do zložljivega čolna in se oba rešila na čoln. Pozneje ju je rešil bližnji čoln. Inženirska ekipa, ki ji je poveljeval Robert Flemming, je medtem zapustila strojnico ter pobegnila po lestvi skozi četrti dimnik, ki je služil za prezračevanje notranjosti ladje, na palubo čolnov, kjer so z rešilnimi jopiči in drugimi splavi skočili v morje in odplavali stran od potapljajoče se ladje. Tudi ekipo je kmalu rešil bližnji reševalni čoln.
Britannic se je nato prevrnil na desni bok, pri tem so se zrušili vsi štirje dimniki, eden za drugim. Ko je krma s propelerji gledala iz vode je premec potonil in udaril v morsko dno, kar je povzročilo strukturno škodo na ladji, nato se je potopila še krma. Ob 9:07 je Britannic za vedno potonil pod valovi Egejskega morja.

Medicinska sestra Violet Jessop (ki je leta 1912 preživela potop Titanica in nesrečo ladje Olympic leta 1911) je opisala zadnje trenutke: 
"Malo se je nagnila, ko je voda dosegla glavno palubo pa se je vedno bolj začela prevračati na desni bok. Vsi dimniki in ladijska oprema na palubi so popadali v morje, kot otroške igrače. Krma se je dvignila visoko v zrak in takrat se je pod vodo zaslišal glasen ropot. Čez nekaj sekund je ladja potonila v globino". 

Ko je Britannic potonil, je bil največja ladja, ki je bila izgubljena med prvo svetovno vojno.
Po zdajšnjih podatkih ni bilo med žrtvami in rešenimi nobenih slovencev. 

## Dogodki po potopitvi

### Reševanje
V primerjavi s Titanicom je bilo reševanje potopljene ladje Britannic nekoliko lažje zaradi treh dejavnikov: temperatura vode je bila višja (20 °C pri Britannicu, – 2 °C pri Titanicu),bilo je več reševalnih čolnov (35 se jih je dalo na Britannicu uporabiti od 55, na Titanicu jih je bilo le 20) in pomoč je bila bližja (ko je Britannic potonil je prva ladja na kraj nereče priplula dobro uro pozneje, ko je pa Titanic potonil je prva ladja na kraj nesreče priplula 1 uro in 40 minut pozneje).
Prvi, ki so prispeli na kraj nesreče so bili ribiči z otoka Kea na njihovi ribiški ladji, ki so iz vode pobrali veliko ljudi. Ob 10:15 je HMS Scuorge opazil prve reševalne čolne in deset minut pozneje ustavil ter pobral 339 preživelih. HMS Heroic je prispel nekaj minut prej in pobral 494 preživelih. 150 jih je odšlo v pristanišče Korissia na otoku Kea, kjer so preživele zdravnice in medicinske sestre poskušale rešiti poškodovane potnike s pomočjo predpasnikov in kosov reševalnih čolnov, da bi naredile povoje za rane. Malo nerodno pristanišče je služilo, kot operacijska soba.
Scourge in Heroic nista imela več prostora za druge preživele zato sta se odpravila v  Piraeus, da bi opozorila na prisotnost tistih, ki so ostali v Korissiji, HMS Foxound je priplul ob 11:45 in je bil zasidran v pristanišču do 13:30. Ob 14:00 je priplula križarka HMS Foresight. Foxound je odplul v Pirej ob 14:15, medtem, ko je Foresight ostala, da poskrbi za pogreb na otoku Kea vodnika RAMC Williama Sharperja, ki je umrl zaradi poškodb. Drugi trije moški so umrli na grškem vlačilcu Goliathu. Trije so bili pokopani v Milthary na pokopališču  Pirej Naval in Consular. Zadnji, je bil G.Honckeyott, ki je umrl v ruski bolnišnici v Pireji kmalu po pogrebih.
Skupaj je preživelo 1.035 ljudi, 30 ljudi je umrlo v nesreči in 5 jih je bilo pokopanih. (V Londonu so celo postavili njihove spomenike). Drugih 38 ljudi je bilo huje poškodovanih (18 članov posadke in 20 članov RAMC). Preživeli potniki so bili vkrcani na vojaških ladjah, ki so bile zasidrane v pristanišču v Piraeusu, medtem, ko so posadko in medicinske sestre gostili v ločenih hotelih v Phaleronu. Mnogo grških državljanov in uradnikov se je udeležilo pogrebov. Zadnji preživeli potnik z ladje Britannic, George Perman, je umrl leta 2000 v starosti 99 let.

### Dogodki po potopitvi
Dan po potopu, 22. novembra je bila izvedena preiskava o potopu ladje Britannic. Preiskava je potekala na britanski ladji Ducan, vodil pa jo je Hugh Heard. Med preiskavo so bili vdeleženi kapitan Bartlett, vsi preživeli častniki in drugi mornarji ter medicinske sestre in člani RAMC-ja. Težav je bilo veliko, saj so bili nekateri preživeli zmedeni in nekateri njihovi računi so si bili nasprotujoči. V preiskavi so razpravljali tudi o tem, kako bi se v prohodnje izognili takšnim nezgodam. Heard je pregledoval omenjene dokaze, ki kažejo, da ladja ni bila potopljena z namenim nemškim napadom. Kljub težavam je bila preiskava zaključena 24. novembra, pripravljen pa je bil tanek dokument s 726 besedami in tri preproste skice poškodovanih območij na Britannicu. Poročilo je bilo v glavnem povzetek dogodka in ni predstavljalo prepričljivih dokazov o vzroku eksplozije (mina ali torpedo). Končni stavek je bil "Verjetno se zdi, da je mina". Pozneje je dodatna poročila predložil kapitan Bartlett, ki je zapisal, da bi bil vzrok eksplozije mina, vendar obstajajo celo dejstva, da so bile na vodi vidne pene dveh torpedov...", Lieut. Col. Henry S. Anderson (poveljnik sil RAMC na Britannicu), pa je napisal zelo podroben seznam dejanj, ki jih je med potopitvijo izvedlo veliko njegovih ljudi.
Glede bolj zastavljenega vprašanja, zakaj je ladja, ki je bila načrtovana tako, da je lahko prenesla poplavitev šestih predelkov, potonila tako hitro, poročilo preiskave ni sklepalo, vendar je ugotovilo, da so odprtine na spodnjih palubah, ki so jih medicinske sestre odpirale za prezračevanje, prispevale velike količine vode, ki je vdirala, kar je privedlo do hitrega potapljanja ladje. O tem, da bi med ladijskimi zalogami prišlo do sabotaže ali nenamerne druge eksplozije, ki bi jo povzročil velik tovor streliva ali morda vžig zelo vnetljivega etra, ni bilo nobenih konkretnih dokazov, ki bi podpirali katero od teh teorij.
Po končani preiskavi so se preživeli soočili s težko potjo domov. Kapitan Bartlett ter preživeli častniki in preživeli člani RAMC- ja so Atene zapustili dan po končani preiskavi ter z ladjo Lord Neson odpluli do južne obale Francije kjer so pot do Le Havra opravili z vlakom. Iz Le Havra so nato do najbližjega  pristanišča prehodili šest kilometrov, kjer so se vkrcali na ladjo Caesarea za na pot v Anglijo. V Southampton so prispeli 8. decembra. Medicinske sestre, ki so Atene zapustile šele 27. novembra, pa so na Malti čakale sedemnajst dni, da so dobile prevoz v Anglijo. V Southampton so prispele dan po Božiču, 26. decembra in so bile zadnje preživele, ki so se vrnile domov.
Novica o potopu ladje Britannic se je hitro razširila po svetu in je močno odmevala v Veliki Britaniji v Nemčiji pa tudi v ZDA. Velika Britanija je za kakršno odgovornost potopa takoj okrivila Nemčijo. Nemčija je trdila, da je tako kot druge bolniške ladje, tudi Britannic na skrivaj prevažal orožje in strelivo zavezniškim silam v Egiptu in da je bila zato ladja nemška tarča. Za razliko potopa Lusitanie iz leta 1915 kjer je Nemčija prevzela veliko odgovornost za potop, Nemčija ni nikoli prevzela odgovornost za potop ladje Britannic, prav tako nihče od njenih pomorščakov. Edini dokaz, ki dokazuje, da je Nemčija imela kaj skupnega z Britannicovo nesrečo je ta, da je nemška podmornica U-73 en mesec pred potopom ladje, v kanalu Kea postavila več morskih min.
30. decembra 1916 je New York Times objavil članek o 15-letnem fantu, ki je preživel potop in bil prepričan, da je bila ladja torpedirana. Tako kot on, je tudi večina preživelih trdila, da je bila ladja torpedirana. Vsa poročila, ki so trdila, da je bil Britannic torpediran, so zavrnili vsi Nemci, tudi kapitan podmornice U-73 Gustav Sies, ki je trdil, da se od konca oktobra 1916 nobena U-podmornica ni zadrževala v kanalu Kea.

## Razbitina
Razbitina ladje Britannic leži na globini 122 m in 1,5 km od pristanišča Korissia na otoku Kea. Razbitino je 3. decembra 1975 odkril francoski raziskovalec Jacques Cousteau. Pri snemanju ekspidecije je Cousteau imel konferenco z nekaj preživelim osebjem z ladje, vključno z Sheilo MacBeth Mitchell, ki je preživela potop. Leta 1976 je Cousteau s potapljaško opremo in svojimi potapljači prvič vstopil v razbitino. Izrazil je mnenje, da je ladjo potopil en sam torpedo, kar temelji na veliki škodi sprednjega dela premca.
Ladja leži na svojem desnem boku in skriva mesto udarca z mino. Sprednji del premca je poškodovan, ob preostalem delu trupa pa so nekateri ostanki palube C. To je posledica eksplozije, ki je uničila celoten del kobilice med drugim in tretjim podpalubjem, ko je premec udaril v morsko dno saj se ladja zaradi velike dolžine ni mogla potopiti tako, da ne bi premec trčil v morsko dno.
Notranja ladijska oprema in dve dvigali za reševalne čolne sta dobro ohranjeni. Ladijski dimniki so na morskem dnu sploščeni. Večina premoga leži okrog razbitine. Ladijska razbitina ladje Britannic je v dobrem stanju, edini znaki poslabšanja razbitine so otroška igralnica, leseni deli velikega stopnišča prvega razreda ter kabine prostorov za častnike, za ladijskim mostom. Preostalo je zaenkrat v dobrem stanju. Trije ladijski propelerji so še vedno pritrjeni na krmi in so dobro ohranjeni. Ker je razbitina navedena kot britanski vojni grob, morata vsako odpravo dovoliti britanska in grška vlada.
Poleti 1995 je razbitino ladje Britannic obiskal ameriški raziskovalec in oceanograf Robert Ballard, ki je predtem odkril razbitino Titanica. Med ogledom razbitine je Ballard na morskem dnu našel vse štiri ladijske dimnike, v zelo dobrem stanju. Poskus najti ostanke morske mine, ki jo je Britannic zadel, ni uspel.
Avgusta 1996 je bila razbitina ladje Britannic prodana Simonu Millsu, ki je trenutni lastnik razbitine. Mills je o Britannicu napisal dve knjigi: Britannic - The Last Titan ter Hostage To Fortune.
Septembra 2003 se je na razbitino odpravila dodatna odprava, ki jo je vodil Carl Spencer. Skupina je raziskovala predvsem notranjost potopljene ladje. Med raziskovanjem je potapljač Rich Stevenson ugotovil, da je v podpalubju odprtih več neprepustnih vrat. Domneva se, da je to zaradi tega ker je eksplozija mine, ko je uničila neprepustno pregrado med prvim in drugim podpalubjem, poškodovala tudi žice in kable, ki so povezovali vsa neprepustna vrata ter omogočali odpiranje in zapiranje vrat. V odpravi je bila tudi mikrobiologinja Lori Johnston. Potapljači so njene vzorce postavili na razbitino ladje Britannic, da bi si ogledali kolonijo bakterij, ki jedo železo na trupu, ki so odgovorne za zarjevele kapnike, ki nastajajo na razbitini Titanica. Rezultati so pokazali, da je tudi po 87 letih na dnu kanala Kea, Britannic v veliko boljšem stanju kot njena sestrska ladja Titanic ker imajo bakterije na Britannicovem trupu preveč konkurence in dejansko pomagajo zaščititi razbitino, tako, da jo spreminjajo v umetni greben.
Čeprav razbitina leži v dovolj plitvi vodi, da jo lahko obiskujejo potapljači, se do razbitine lahko podajo le izkušeni potapljači, pa še to z dobro opremo, ker potapljanje na razbitino ni povsem varno, saj sta zaradi težav z opremo med odpravami umrla že dva britanska potapljača. 24. maja 2009 je med snemanjem dokumentarnega filma o razbitini za National Geographic umrl 39-letni potapljač Carl Spencer. Njegova smrt je šokirala britansko javno potapljaštvo, saj je bil eden najbolj izkušenih potapljačev na svetu. Deset let pozneje, 29. septembra 2019 je 61-letni tehnični potapljač Tim Saville med potapljanjem na razbitino prav tako umrl.
Leta 2012 so v nadaljnji ekspedeciji z rebreatherji uspešno namestili in obnovili znanstveno opremo, da bi ugotovili kako hitro bakterije jejo železo na trupu in v koliko letih bodo morje in organizmi razbitino ladje Britannic razgradili v primerjavi z razbitino Titanica. Simon Mills je povedal, da čeprav je razbitina v še dobrem stanju, bodo morje in mikroorganizmi tudi razbitino ladje Britannic čez nekaj let razgradili.

## V popularni kulturi
O potopu ladje Britannic je bil leta 2000 posnet film Britannic, ki ga je režiral Brian Trenchard-Smith, v glavni vlogi pa sta nastopila Edward Atterton in Amanda Ryan. V filmu nemški vohun sproži sabotažo na ladji, ko ugotovi, da Britannic na skrivaj prevaža strelivo. Posnetih je bilo tudi veliko dokumentarnih filmov, najbolj znan je The Mystery of the Britannic. V dokumentarnem filmu Titanic"s Tragic Twin - the Britannic Disaster, režiserka filma Kate Humble, obišče in govori s svojci preživelih. V dokumentarnem filmu The Deep iz leta 2020 pa avtorka Alma Katsu pripoveduje usodo ladje Britannic in delno sestrske ladje Titanic.
Leta 2020 je izšla videoigra Britannic: Patroness of the Mediterranean, ki prikazuje zgodbo in celotno kariero o Britannicu.